# Economische geschiedenis
Economische geschiedenis is de vakwetenschap die de ontwikkeling bestudeert en beschrijft van de menselijke bestaansmiddelen door de eeuwen heen. Meer specifiek bestudeert deze discipline de economieën (economische systemen) van het verleden. Het vakgebied van de economische geschiedenis maakt gebruik van historische en statistische methoden. Ook past het de economische theorie toe op historische gebeurtenissen en instituties. Het vakgebied heeft daarmee een interdisciplinair karakter. Het omvat verder deelgebieden als bedrijfsgeschiedenis en financiële geschiedenis en is verwant met de geschiedenis van het economisch denken.
Het vakgebied overlapt met deelgebieden van de sociale geschiedenis, zoals demografische geschiedenis en arbeidsgeschiedenis. Kwantitatieve of econometrische economische geschiedenis staat ook bekend als cliometrie.

## Geschiedenis van het economisch leven
Het vakgebied van de economische geschiedenis wordt ook wel geschiedenis van het economisch leven genoemd, ter onderscheid van de geschiedenis van het economisch denken. De economische geschiedenis houdt zich bezig met economische activiteiten als productie, distributie en consumptie van goederen en diensten door mensen, vanaf de prehistorie tot nu.

Voor een juist begrip van het huidige, zeer complexe, economische systeem moet eerst duidelijk zijn hoe dit zich in de loop van de tijd heeft ontwikkeld. Menselijke samenlevingen hebben de neiging om zich zodanig te organiseren dat in de behoeften van ieder individu wordt voorzien. Zelfs ieder individueel huishouden kent een taakverdeling om te bepalen wie de klusjes uitvoert, wie voor de financiële middelen zorgt ten behoeve van de eerste levensbehoeften, met name voedsel, kleding en onderdak, en wie bepaalt hoeveel men uitgeeft, spaart of belegt. 

Hieronder wordt beknopt beschreven hoe het economische systeem in de loop der tijden georganiseerd is geweest.

## Jagers-verzamelaars
De eerste menselijke samenlevingen bestonden uit jager-verzamelaars. Om in de voedselbehoefte te voorzien werd er op wild gejaagd en werd er plantaardig materiaal verzameld. Kleding werd van dierenhuiden gemaakt, en beschutting werd gevonden in de natuur, in grotten en bomen. De mens leefde in groepen. De beschikbare economische bronnen waren beperkt tot die uit de directe  omgeving. Deze nog primitieve 'economie' had al een mate van technologische kennis ontwikkeld. Basisgereedschappen uit de steentijd, zoals knotsen en speren, waren nodig om te jagen. Door de ontdekking van de vuurbeheersing werd het mogelijk het voedsel te koken waardoor het beter verteerbaar werd. Bovendien hield een kampvuur roofdieren op afstand. In deze maatschappij waren er eigenlijk maar drie bezigheden: jagen, verzamelen en verzorgen.
De taakverdeling verschilde per volk, maar de jagers waren meestal mannen. De vrouwen waren de verzamelaars, ze plukten fruit en noten, groeven knollen en wortels op en vingen kleine dieren als slakken, insecten. De vrouwen waren ook de verzorgers; ze zorgden voor het vuur, maakten kleding, kookten en zorgden voor wie niet voor zichzelf kon zorgen, met name de kinderen. Er was, binnen deze bestaanseconomie, nauwelijks sprake van sociale differentiatie (sociale en economische ongelijkheid), de primitieve samenleving was egalitair.
De levensverwachting was laag, mensen met een handicap werden vaak achtergelaten om te sterven. In het laatpaleolithicum (40.000-12.000 jaar geleden) zullen tussen de 1 en 15 miljoen mensen op aarde hebben geleefd.

## Agrarische economie
Omstreeks 11.000 v. Chr. leidde de zogenaamde Neolithische Revolutie tot de overgang naar een gesedentariseerde agrarische economie, waarin de mens leefde van domesticatie van dieren en de teelt van gewassen. Tot die tijd konden mensen niet zelf beslissen welk voedsel ze aten: men at wat men kon vinden. Met de beoefening van landbouw leerden samenlevingen de typen goederen die ze zouden consumeren op een veel efficiëntere manier te produceren. Het domesticeren van dieren betekende de grotere beschikbaarheid van vlees, een soort voedsel dat daarvoor slechts via de jacht te verkrijgen was. Omdat mensen niet langer hoefden rond te dwalen, gingen ze meer middelen in hun woningen investeren, en werden huizen verfijnder. Door de landbouw kwamen mensen dichter bij elkaar te wonen. Met meer mensen moest er ook meer worden georganiseerd.
Aanvankelijk was er vooral sprake van zelfvoorzieningslandbouw. Na verloop van tijd ontwikkelde zich een vorm van arbeidsverdeling waarbij mensen zich specialiseerden in het produceren van een beperkt aantal producten. Hoewel het principe van de ruileconomie vaak wordt aangewezen als het oudste type economie, en als de directe voorganger van de geldeconomie, zijn nooit voorbeelden van ruileconomieën aangetroffen. Dat wil niet zeggen dat er geen sprake was van ruilhandel, maar slechts als marginaal verschijnsel; de basis was een gifteconomie of een geldeconomie. Muntgeld kwam op in de 7e eeuw voor Christus.

## Geschenkeneconomie
In een geschenken- of gifteconomie gaven mensen royale geschenken aan anderen, niet voor een specifieke materiële opbrengst, maar om goodwill te verkrijgen of te behouden, of om status te verwerven. Zie voor een voorbeeld in het precolumbiaanse Noord-Amerika ook: potlatch.
Wanneer kooplieden of diplomaten aan buitenlandse machthebbers geschenken gaven - en nog geven - was dat soms ook met het oogmerk waardevollere tegengeschenken te ontvangen, of, om via de goedkeuring en welwillendheid van zo'n machthebber nieuwe markten te ontsluiten.

## Brons- en ijzertijd
In de Bronstijd (±3000 - 800 v. Chr.) ontstond in het Oude Nabije Oosten een redistributie-economie waarbij tempels als middelpunt dienden. Handel, en dan vooral langeafstandshandel, stimuleerde de ontwikkeling van bureaucratie en daarmee ook het schrift. In Uruk IVa is het eerste protoschrift gevonden. Waarschijnlijk is het protospijkerschrift ontstaan rond 3300 v.Chr. en diende het aanvankelijk vooral een economische rol. Vanaf de Vroeg-dynastieke Periode leidden conflicten tot het aanvankelijk tijdelijk aanstellen van een militaire leider. Gaandeweg ontstond er frictie tussen de geestelijke en de militaire leiders, waarbij de laatsten in veel gevallen steeds meer macht naar zich toe wisten te trekken. Zo kwam het tot een overgang van wat Goudsblom religieus-agrarische regimes noemde naar militair-agrarische regimes. Naast de tempels werden er nu ook paleizen voor koningen gebouwd. De redistributie-economie van deze periode wordt dan ook wel paleiseconomie genoemd. Ook werden prijssystemen en financiële wetten ontwikkeld. Daarin stonden zaken die ook nu nog in gebruik zijn, zoals erfrecht, de belastingheffing op eigendom, rente en rechten en plichten bij handel.
Er ontwikkelden zich verschillende economische benaderingen. Waar Ur III een sterk staatsgeleide economie kende, werd dit in de periode daarna in toenemende mate uitbesteed aan tussenpersonen, bijna voor te stellen als een vroege vorm van privatisering. Zo werd het land niet meer bewerkt door boeren in dienst van de overheid, maar werd het land verpacht voor een minimale opbrengst van het land. Ook het innen van belastingen en pacht werd uitbesteed, waarbij deze tussenpersonen de inningen veelal verkochten en omzetten in zilver waarvan zij een deel hielden als verdienste. Het voordeel hiervan was dat deze tussenpersonen niet gebonden waren aan een dynastie, zoals onder Ur III wel het geval was. Het systeem bleef dan ook in stand zodra er een nieuwe dynastie aan de macht kwam, wat de economische voorspoed ten goede kwam. Het systeem werkte uiteindelijk echter niet goed, doordat de inningen zo hoog waren, dat er na een misoogst al snel te weinig overbleef voor eigen gebruik. Er konden dan leningen worden aangegaan bij de tussenpersonen, waarvan de rente echter zeer hoog kon zijn. Om crises te boven te komen, werd wel overgegaan tot nietigverklaringen van schulden door koningen, tuppam hepum of het breken van de tafelen, zoals onder Ammisaduka van Babylon. In de Late Bronstijd ontbrak het aan de nietigverklaringen van schulden. Een groter deel van de bevolking verviel dan ook tot schuldslavernij. Veel groepen ontvluchtten deze situatie dan ook om zich te vestigen buiten het bereik van hun heerser. Dit verlies aan mankracht verzwakte de staten, zodat in veel verdragen dan ook de clausule is opgenomen dat vluchtelingen over worden gedragen aan hun oorspronkelijke heerser. Desondanks is het waarschijnlijk dat deze vlucht voor schuldslavernij bij heeft gedragen aan het uiteindelijke instorten van het systeem.
Na de ondergang van het internationale systeem aan het einde van de Late Bronstijd kwamen in de plaats van centraal gestuurde paleiseconomiën handelssteden op met individuele of kleinere groepen handelaren, eerst vanuit Cyprus en de Filistijnse Pentapolis en daarna de Fenicische stadstaten.

## Griekse en Romeinse tijd
Tijdens de Griekse en Romeinse tijd werd de handel naar het buitenland aanzienlijk uitgebreid, mede door de expedities van de Griekse veldheer Alexander de Grote en de verovering van Frankrijk en Groot-Brittannië door de Romeinse keizer Caesar. De handel werd vergemakkelijkt door de introductie van munten van goud en zilver, in de 7e eeuw door de Lydiërs.

## Slavenarbeid
Slavenarbeid was een sleutelelement in de ontwikkeling van veel landen, ook al wordt dat in de moderne tijd veroordeeld. Slavernij stamt overigens van ver vóór de VOC-tijd (zie Geschiedenis van de slavernij). De slaveneigenaren produceerden bepaalde goederen op de voor hen goedkoopst mogelijke manier. Ze kochten slaven en gebruikten hen om die goederen te produceren. Ze gaven de slaven niet meer dan nodig was om hun investering te beschermen (lees: zodanig in leven te houden dat ze goed konden werken). Op deze manier was slavernij winstgevend voor de eigenaars, terwijl de slaven op minder leefden dan ze zouden eisen als ze vrijwillig arbeid zouden leveren.

## Het feodale stelsel
In de Middeleeuwen was het feodalisme het systeem dat de economie in een groot deel van de wereld beheerste. Het feodale stelsel was een hiërarchisch systeem waarbij de meerderheid van de arbeidskrachten -boeren of lijfeigenen- zich inzette voor het produceren van voedsel. Een deel van die producten werd ingenomen door de plaatselijke adel (in Nederland de zogenaamde tienden). Deze adel regeerde over het land en alle boeren die er woonden. Als tegenprestatie bood de adel land om van te leven, onderdak en verdediging tegen externe gevaren. 

Men was in de vroege Middeleeuwen vooral gericht op zelfvoorzienendheid en ruilde overschotten in de nabije omgeving. Later in de Middeleeuwen werd de handel fors uitgebreid, vooral door de opkomst van rijke steden in Italië. Zo werd de zijderoute gebruikt voor handel tussen Europa, Centraal-Azië en China.

## Mercantilisme
Mercantilisme was een ideologie die in Europa domineerde tussen ± 1500 en 1750, vooral tijdens de koloniale periode. Er waren nieuwe werelden ontdekt met producten die aantrekkelijk waren voor rijke Europeanen (o.a. specerijen, Chinees porselein en suikerriet) en dus handelskansen boden. Het Mercantilisme was sterk gebaseerd op protectionisme en bevorderde de verwerving van monopolies op die verre landen en bijzondere producten. Dit leidde tot koloniale machten (zoals Engeland, Spanje, Frankrijk, maar ook Nederland) die het wereldtoneel gedurende enkele eeuwen domineerden.

## Industriële economie
De industriële revolutie maakte massaproductie van goederen mogelijk en zorgde tegelijkertijd voor een verlaging van de kosten per product. Voorheen werden producten met de hand vervaardigd, wat zowel het aantal producten beperkt hield, als de kosten hoog. De industrialisatie opende de weg naar schaalvoordelen en vele verschillende productiemethoden, waaronder serieproductie en het just-in-time principe. De meeste handmatige nijverheid verschoof naar luxe goederen.

Een ander resultaat van de industrialisatie was dat arbeid minder gespecialiseerd werd en daardoor minder duur. Energieprijzen stegen juist; draagbare en gemakkelijk winbare brandstoffen werden daardoor belangrijker.

De nadelen van de industrialisatie, zoals de sociale kwestie (miserabele werk- en leefomstandigheden), afvalbeheer en het milieu, vormden in het begin van de industrialisatie geen overweging in het besluitvormingsproces. In de loop van de 19e eeuw werden de eerste sociale wetten ingevoerd, in de tweede helft van de 20e eeuw kwam er belangstelling voor milieukwesties. Daarmee werden ze een nieuwe factor bij het vaststellen van kosten.

## Communistische economie
Het communisme een economisch systeem waar economische beslissingen worden genomen door de gemeenschap als geheel. De meeste pogingen om het communisme tot stand te brengen, leidden uiteindelijk tot door de staat aangestuurde autoritaire economieën waarvan de politieke elite van een partij profiteerde, terwijl die geen verantwoording aflegde aan de bevolking. Kenmerken waren onder andere:
1. de staat bezat alle productiemiddelen
2. de staat maakte uitgebreide plannen om de productie (zowel qua soorten producten als qua aantallen) te bepalen en de daarvoor benodigde input
3. ook de allocatie van arbeid werd bepaald in de staatsplannen, dus van elk persoon werd door de staat het beroep, de functie en de standplaats bepaald
4. privé-eigendom was in principe niet mogelijk. Huizen waren huurhuizen en werden toegewezen afhankelijk van de standplaats
5. prijzen werden volledig gereguleerd door de staat, meestal onafhankelijk van de kosten en de vraag naar producten. Gevolg was dat er vaak tekorten waren, tot uitdrukking komend in lange wachtrijen voor de meest elementaire producten omdat de staat voorrang gaf aan zware industrie
6. inefficiëntie omdat er geen ingebouwde stimulansen waren om hard te werken of de productietechnieken te verbeteren

Voorbeelden zijn de Sovjet-Unie (1922-1991) en in zijn kielzog de Oost-Europese landen achter het IJzeren Gordijn (±1946-1989), de Volksrepubliek China (1949- eind jaren 1970), Noord-Korea (1948-heden) en Cuba (1959-heden).

## Post-industrieel
De postindustriële samenleving is een fase in de economische ontwikkeling van een maatschappij waarin de dienstensector qua bijdrage aan de economie en qua grootte belangrijker is geworden dan de industriële sector.

## Cyber-economie
De komst en brede verspreiding van het internet en vooral van het World Wide Web (vanaf ± 1993) bevorderde de komst van nieuwe bedrijven en commerciële relaties. Al snel creëerden ook vele bestaande bedrijven hun eigen webpagina's om hun producten en diensten aan te bieden. Banken en bedrijven werkten samen met software-engineers om elektronische commerciële tools te ontwikkelen, zoals betaalsysteemen, winkelwagentjes en veilingen die online handel aanboden. De omvang en aard van de zakelijke transacties werd uitgebreid en deze activiteiten werden aangeduid met de verzamelterm "e-commerce" of "cyber-economie".

## Bekende economisch geschiedkundigen
- Ben Bernanke
- Fernand Braudel
- Alfred Chandler
- Carlo Maria Cipolla
- William Cunningham
- Niall Ferguson
- Robert Fogel
- Milton Friedman
- Eli Heckscher
- Robert Heilbroner
- Eric Hobsbawm
- Ibn Khaldun
- Peter Klein
- Emmanuel Le Roy Ladurie
- Angus Maddison
- Karl Marx
- Douglass North
- Anne-Marie Piuz
- Henri Pirenne
- Karl Polanyi
- Michael Rostovtzeff
- W. W. Rostow
- Murray Rothbard
- Adam Smith
- Robert Skidelsky
- Gustav von Schmoller
- Arnold Toynbee
- Immanuel Wallerstein

## Verder lezen
- Ontstaan & groei van de economische systemen van het neolithicum tot de eindtijd / Joh. de Vries. - Amsterdam: Boom, 2011. - ISBN 9789461054708
- 400.000 jaar maatschappij en techniek : Van vuursteencultuur naar informatiemaatschappij / Marie-Louise ten Horn-van Nispen. - Utrecht : Lemma, 1996. - ISBN 9051895828. Met ook:
  - een uitgebreid literatuuroverzicht op dit gebied, ingedeeld naar periode
  - twee chronologische overzichten (een algemeen en een Nederlands) van technische ontwikkelingen en innovaties.]
- Het hoofdstuk Geschiedenis van het economisch leven uit het Wikibook Economie
- Zwaarden, paarden en ziektekiemen : de ongelijkheid in de wereld verklaard / Jared Diamond. - Houten/Antwerpen: Spectrum, 2010. - ISBN 978-90-274-78344. - Vertaald uit het Engels door Conny Sykora/Vertaalbureau Biotekst. - Oorspr. titel: Guns, germs, and steel : the fates of human societies.
- Tijdschrift voor Sociale en Economische Geschiedenis
- Voor Engelstalige literatuur: zie de References bij het Engelstalige lemma over dit onderwerp: Economic history of the world

## Geraadpleegde bronnen
- Dit artikel of een eerdere versie ervan is een (gedeeltelijke) vertaling van het enige hoofdstuk van het Engelstalige Wikibook Economic History (op 5-8-2018), die onder de licentie Creative Commons Naamsvermelding/Gelijk delen valt. Zie de bewerkingsgeschiedenis aldaar.

Deze tekst is aangevuld met informatie uit:
- Economic history of the world die onder de licentie Creative Commons Naamsvermelding/Gelijk delen valt. Zie aldaar voor bronnen en de bewerkingsgeschiedenis.
- Bronnen die hieronder bij de Voetnoten staan vermeld.

## Voetnoten
1. ↑  (en)  Robert Whaples, "Cliometrics" in Steven Durlauf en Lawrence Blume, uitg. The New Palgrave Dictionary of Economics (2e uitg. 2008)
2. ↑  Hassan, Fekri A. (1981). Demographic Archeology. Academic Press. ISBN 9780123313508
3. ↑  Humphrey (1985): No example of a barter economy, pure and simple, has ever been described, let alone the emergence from it of money; all available ethnography suggests that there never has been such a thing
4. ↑  Zie ook: Stone Age Economics / Marshall Sahlins. - Chicago & New York : Aldine Atherton, Inc., 1972. - ISBN 0202010988. Het gaat met name om de tweede helft, vanaf hoofdstuk 4
5. ↑  Zie: Geschiedenis van het geld
6. ↑  Ontleend aan: Postindustriële samenleving